# Сяріф Осман
Сяріф Осман — малайський лідер, який об'єднав під своєю владою поселення навколо затоки Маруду, досягнувши в 1830-ті роки відносної незалежності від султанатів Бруней та Сулу. Він побудував форт, який назвав Кота-Маруду (від малай. kota — форт). Місто стало центром торгівлі та державного утвору, що сприяло його розвитку
Правитель Сараваку Джеймс Брук називав Сяріфа лідером піратського та работоргівельного центру. Натомість сучасна малайська історіографія стверджує, що режим Сяріфа чи Сяріфів був протодержавою, яка підтримувала лад і торгівлю на території сучасного Сабаху. 

## Життєпис
Походження Сяріфа Османа неясне. За одними відомостями він походить з Кагаяну на Філіппінах, за іншими його батько Шаріф (Сяріф) Абдул Кадір був арабом з Багдаду. За переказами з Сараваку він був родичем вождя Сяріфа Масагора.
За різними версіями Сяріф був одружений з представницею королівської родини Брунею чи Сулу. Імовірно, що він визнавав себе васалом султана Сулу, при цьому зберігаючи гарні відносини з двором брунейського султана. Його другом називають брунейського принца й візира Усопа.
Усна традиція зберегла опис Сяріфа Османа як патріотичного антибританського лідера, втім досить жорсткого та суворого в покараннях власних підданих
У серпні 1845 року за рекомендацією Джеймса Брука, а також за іншими джерелами брунейського султана Омара Алі Саїфуддіна II британська ескадра під командою адмірала Томаса Кокрейна атакувала форт Кота-Маруду та знищила його захисників.
Імовірно, що Сяріф Осман загинув під час атаки британського флоту. За іншими відомостями він помер за деякий час до атаки, а обороною форту командував його син чи спадкоємець.

## Вплив і статус
До 1960-х років зберігалася задана Бруком традиція вважати Сяріфа Османа піратом. Натомість подальші дослідження британських та інших доповідей XIX століття відійшли від негативізації особи та демонструють його як сильного правителя, який заповнив вакуум влади в північній частині Калімантану під час ослаблення там впливу султанатів Брунею та Сулу на початку 1820-х років.
Для захисту своїх володінь він уклав угоди з іранунами, які мешкали на узбережжі.
Його сини Сяріф Яссін та Сяріф Хассан сприймалися як раджі й правителі після 1845, хоча не змогли відновити його владу.